# Pseudotrochalus pygmaeus
Pseudotrochalus pygmaeus är en skalbaggsart som beskrevs av Frey 1968. Pseudotrochalus pygmaeus ingår i släktet Pseudotrochalus och familjen Melolonthidae. Inga underarter finns listade i Catalogue of Life.